# Enter The Vaselines
Enter The Vaselines è una raccolta del gruppo indie rock The Vaselines, in uscita il 5 maggio 2009.

## Tracce
CD 1
- Son of a Gun 3:46
- Rory Rides Me Raw 2:28
- You Think You're a Man 5:43
- Dying for It 2:22
- Molly's Lips 1:44
- Teenage Superstars 3:28
- Jesus Don't Want Me For A Sunbeam 3:31
- Sex Sux (Amen) 3:10
- Slushy 2:00
- Monsterpussy 1:43
- Bitch 2:42
- No Hope 3:21
- Oliver Twisted 2:49
- The Day I Was a Horse 1:29
- Dum-Dum 1:57
- Hairy 1:48
- Lovecraft 5:37
- Dying for It (The Blues) 3:09
- Let's Get Ugly 2:19

CD 2
- Son of a Gun (demo) 2:30
- Rosary Job (demo) 3:01
- Red Poppy (demo) 2:13
- Son of a Gun (live a Bristol) 3:58
- Rosary Job (live a Bristol) 3:24
- Red Poppy (live a Bristol) 2:11
- Rory Rides Me Raw (live a Bristol) 3:07
- You Think You're a Man (live a Bristol) 1:48
- Dying for It (live a Londra) 2:12
- Monsterpussy (live a Londra) 1:58
- Let's Get Ugly (live a Londra) 3:03
- Molly's Lips (live a Londra) 2:14
- The Day I Was a Horse (live a Londra) 2:37
- The Day I Was a Horse (Again) (live a Londra) 2:50
- Sex Sux (Amen) (live a Londra) 4:14
- I Didn't Know I Loved You ('Til I Saw You Rock 'n' Roll) (live a Londra) 3:25
- Teenage Superstars (live in Londra) 4:22

## Formazione
- Eugene Kelly - voce, chitarra
- Frances McKee - voce, chitarra
- James Seenan - basso
- Charlie Kelly - batteria